# Burgstall Spielberg
Der Burgstall Spielberg bezeichnet eine abgegangene hochmittelalterliche Höhenburg vom Typus einer Turmhügelburg (Motte) auf dem 420,6 m ü. NHN hohen Spielberg etwa 900 Meter nordöstlich von Rüdisbronn, einem heutigen Gemeindeteil von Bad Windsheim im Landkreis Neustadt an der Aisch-Bad Windsheim in Bayern.

## Geschichte

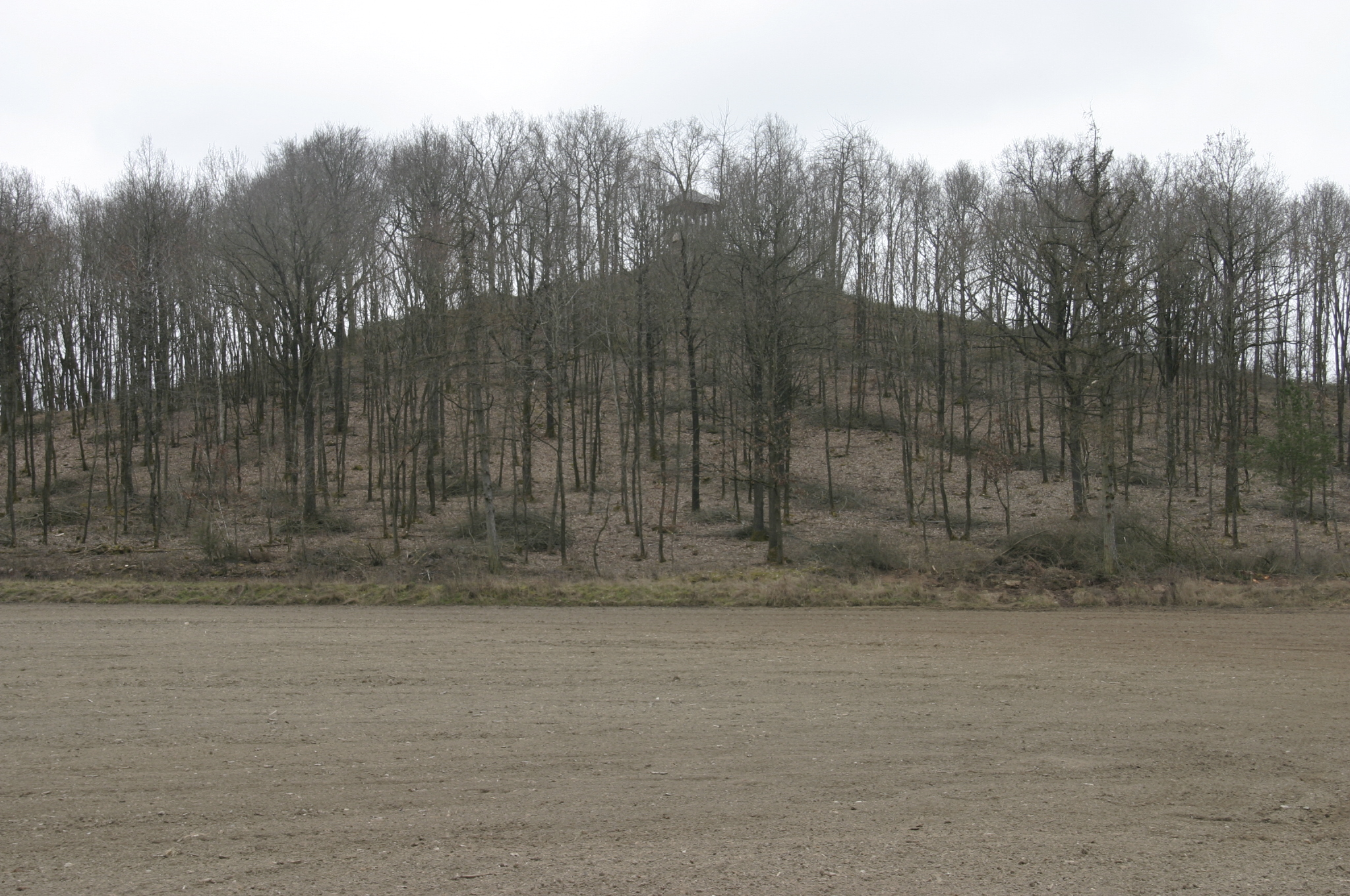
Der Burghügel

Vermutlich wurde die Burganlage auf dem Spielberg im 10. Jahrhundert gegründet. 1357 wird als Besitzer der Burg ein Brendelin von Seinsheim erwähnt und die Burganlage als Burgstall bezeichnet um den sich Sagen ranken, z. B. die Sage von drei Jungfrauen, die zusammen mit einem schwarzen Hund einen Schatz am Spielberg bewachen.

## Beschreibung
Von der ovalen Abschnittsbefestigung mit Graben, der östlich zum Halsgraben wird, ist noch der Turmhügel erhalten.
2014 wurde auf dem Hügel der ca. 7 m hohe Kunigundenturm errichtet, ein auf gemauertem Steinsockel stehender hölzerner Aussichtsturm.